# Élisabeth de Habsbourg
Pour les articles homonymes, voir Élisabeth d'Autriche.
Élisabeth de Habsbourg (en polonais : Elżbieta Rakuszanka ou Elżbieta Habsburżanka et en hongrois : Erzsébet), vraisemblablement née en 1436 à Vienne et morte le 30 août 1505 à Cracovie, est, en tant qu'épouse du roi de Pologne Casimir IV, reine de Pologne et grande-duchesse de Lituanie. Orpheline depuis son plus jeune âge, elle passe son enfance à la cour de l'empereur des Romains Frédéric III. Étant l'une des petites-filles du roi de Hongrie Sigismond, elle a la légitimité pour revendiquer les royaumes de Hongrie et de Bohême, ce qui fait d'elle une épouse de choix pour un prince polonais. Afin d'étendre son influence en Hongrie et en Bohême, la noblesse polonaise arrange un mariage entre Élisabeth et Casimir en 1454. Elle donne naissance à treize enfants, dont onze atteignent l'âge adulte. Quatre de ses fils sont couronnés rois.

## Enfance et jeunesse

### Une enfance tumultueuse

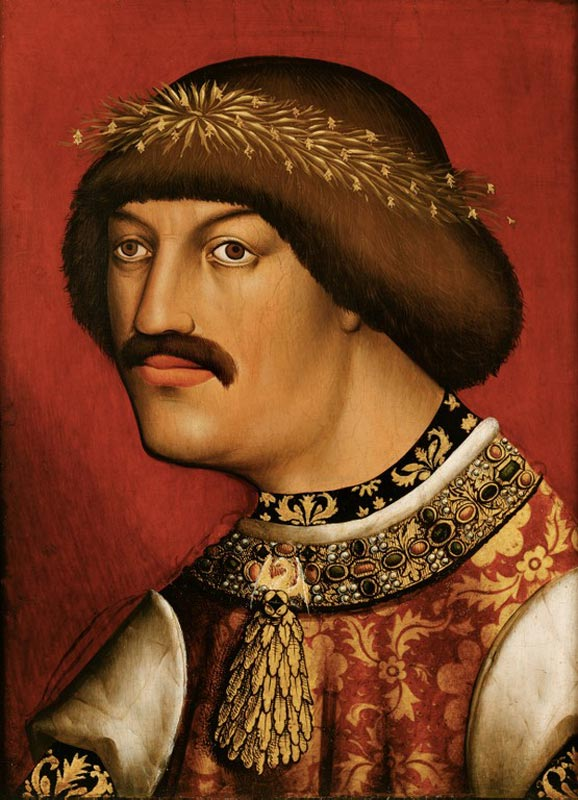
Portrait du père d'Élisabeth, Albert II

Fille d'Albert II du Saint-Empire, archiduc d'Autriche, et d'Élisabeth de Luxembourg, elle-même fille de Sigismond de Luxembourg, la date précise de sa naissance est inconnue, les sources variant entre 1436 et début 1439. Il est cependant établi que son frère aîné voit le jour en 1435. De plus, l'observateur polonais Jan Długosz rapporte que des émissaires polonais sont envoyés à la cour de Vienne en automne 1436 pour négocier avec Sigismond le mariage de ses deux petites filles Élisabeth et Anne avec les princes polonais Casimir et Ladislas. Bien que ces démarches ne portent alors pas leurs fruits, cela permet d'estimer la date de naissance d'Élisabeth vers le début d'année 1436.
Les jeunes années d'Élisabeth sont marquées par des troubles politiques. Après la mort de l'empereur Sigismond en décembre 1437, le père d'Élisabeth est sacré roi de Hongrie et de Bohême. Néanmoins, ce dernier titre est contesté par l'Église hussite, qui souhaite voir Casimir IV sur le trône, ce qui déclenche une guerre. Les diplomates polonais continuent leurs efforts pour obtenir le mariage entre Casimir IV et Élisabeth, afin d'apporter le royaume de Bohême en tant que dot. Le roi Albert II les reçoit froidement, et déclare n'avoir aucune intention de céder ses terres. En mars 1439, la sœur d'Élisabeth, Anne, est promise à Guillaume II de Thuringe, fils de Frédéric Ier de Saxe, et part vivre à la cour de Saxe.
Le roi Albert II meurt en 1439 peu de temps après une courte campagne contre l'Empire ottoman. Sa veuve, encore enceinte, considère alors son fils à naître, le futur Ladislas le Posthume, comme le seul héritier du royaume, disputant la couronne de Hongrie à la noblesse de ce pays, qui préfère Ladislas Jagellon. La nourrice d'Élisabeth, Helene Kottanner, vole alors la Sainte Couronne hongroise pour la rapporter à la mère d'Élisabeth, à Komárno. Ladislas de Habsbourg, âgé de trois mois, est alors couronné le 15 mai 1440, sans que cela mette un terme à la guerre civile. Pour leur sécurité, Élisabeth et son frère sont alors placés sous la protection de Frédéric III, empereur du Saint-Empire élu, mais non couronné. Afin de sceller l'accord, Élisabeth est promise à Frédéric, neveu de Frédéric III et fils de Frédéric II de Saxe et de Marguerite d'Autriche.

### Une jeunesse à la cour

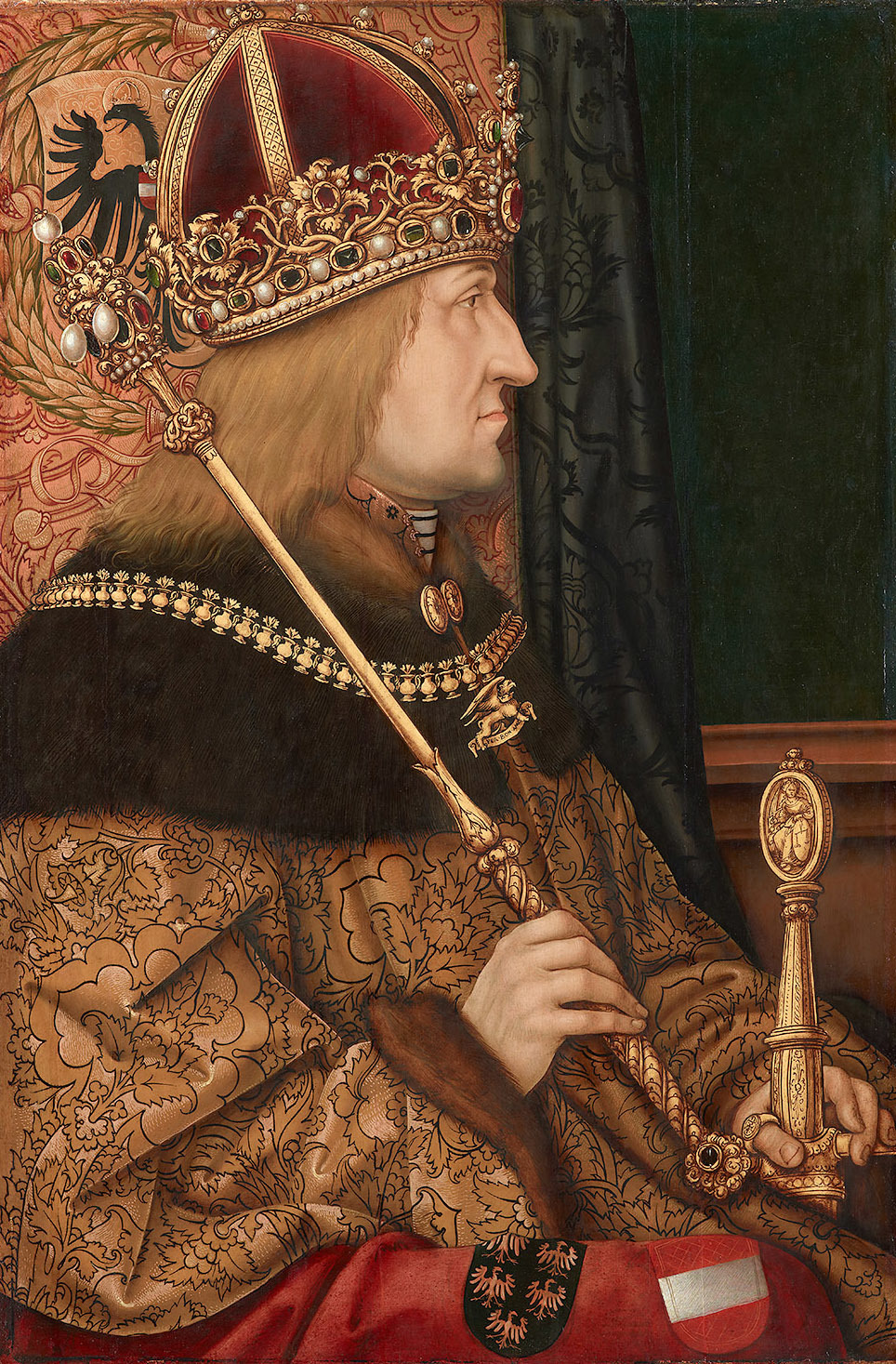
Portrait de Frédéric III, père adoptif d'Élisabeth

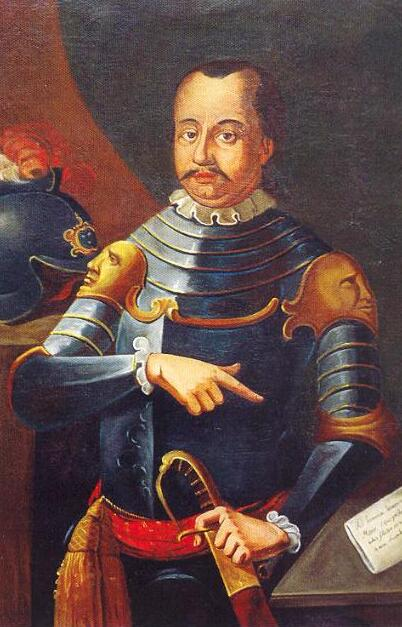
Portrait fictif d'Ulric de Cilley, cousin de la mère d'Élisabeth, puis tuteur de cette dernière.

Élisabeth et Ladislas sont ainsi élevés au château de Forchtenstein par Anna von Pottendorf. Lorsque la mère d'Élisabeth, Élisabeth de Luxembourg, meurt en 1442, Frédéric III continue d'élever ses enfants, qui passent la plupart de leur temps à Graz ou à Wiener Neustadt. Les adversaires de l'empereur l'accusent de négliger leur éducation, mais il pourrait ne s'agir que de calomnies à des fins politiques. Malgré des témoignages décrivant Frédéric III comme émotionnellement distant, les enfants reçoivent une éducation de qualité. Enea Silvio Piccolomini, membre de la cour de l'empereur et futur pape Pie II, écrit De liberorum educatione pour instruire les orphelins.
En 1973, une étude des restes d'Élisabeth révèle qu'elle souffrait probablement du mal de Pott durant son enfance. La partie gauche de son squelette est également déformée et sa colonne vertébrale est en forme de S. Son visage est plutôt étroit, avec un large menton. Néanmoins, ses nombreuses grossesses attestent de sa bonne santé générale.
En 1447, Frédéric III propose la main d'Élisabeth à Charles le Téméraire, fils de Philippe le Bon, duc de Bourgogne, ce dernier ayant acquis le Luxembourg de Élisabeth de Goerlitz. Frédéric III propose 70 000 ducats de dot pour Élisabeth en échange du Luxembourg, alors que Philippe en désire 120 000, ce qui fait ainsi échouer les négociations. Pour des raisons inconnues, le mariage d'Élisabeth, organisé par sa mère, à Frédéric, neveu de Frédéric III et fils de Frédéric II n'a pas lieu, malgré un accord de mariage signé en 1450. La mort de ce dernier en 1451 pourrait en être la cause.
Après la mort de Ladislas III à la bataille de Varna en 1444, la noblesse hongroise reconnait officiellement Ladislas I, frère d'Élisabeth, comme roi. Néanmoins, Frédéric III, le trouvant encore trop jeune, ne permet pas aux orphelins de quitter sa cour. Poussé par ses ambitions politiques, Ulric de Cilley, cousin de la mère d'Élisabeth, demande la garde des deux orphelins, ce que refuse Frédéric III. En 1451, alors que Frédéric III part à Rome afin d'être officiellement couronné Saint empereur, il emmène avec lui Ladislas, mais pas Élisabeth, qui reste à Vienne. La noblesse autrichienne trahit alors Frédéric III et enlève Élisabeth pour la confier à Ulrich. Cette dernière fait alors une apparition publique dans un square où, au bord des larmes, elle demande de l'aide pour elle et son frère, négligés et retenus comme captifs. Lorsque Frédéric III retourne en juin 1452 à Vienne, la noblesse autrichienne presse ce dernier pour qu'il cède Ladislas à Ulrich, ce qu'il fait en septembre 1452.

## Reine de Pologne et Archiduchesse de Lituanie

### Mariage et vie de famille

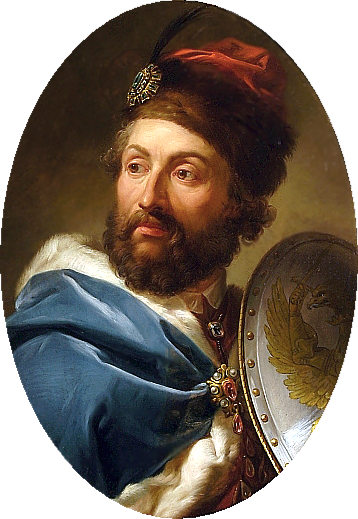
Portrait de Casimir IV, mari d'Élisabeth

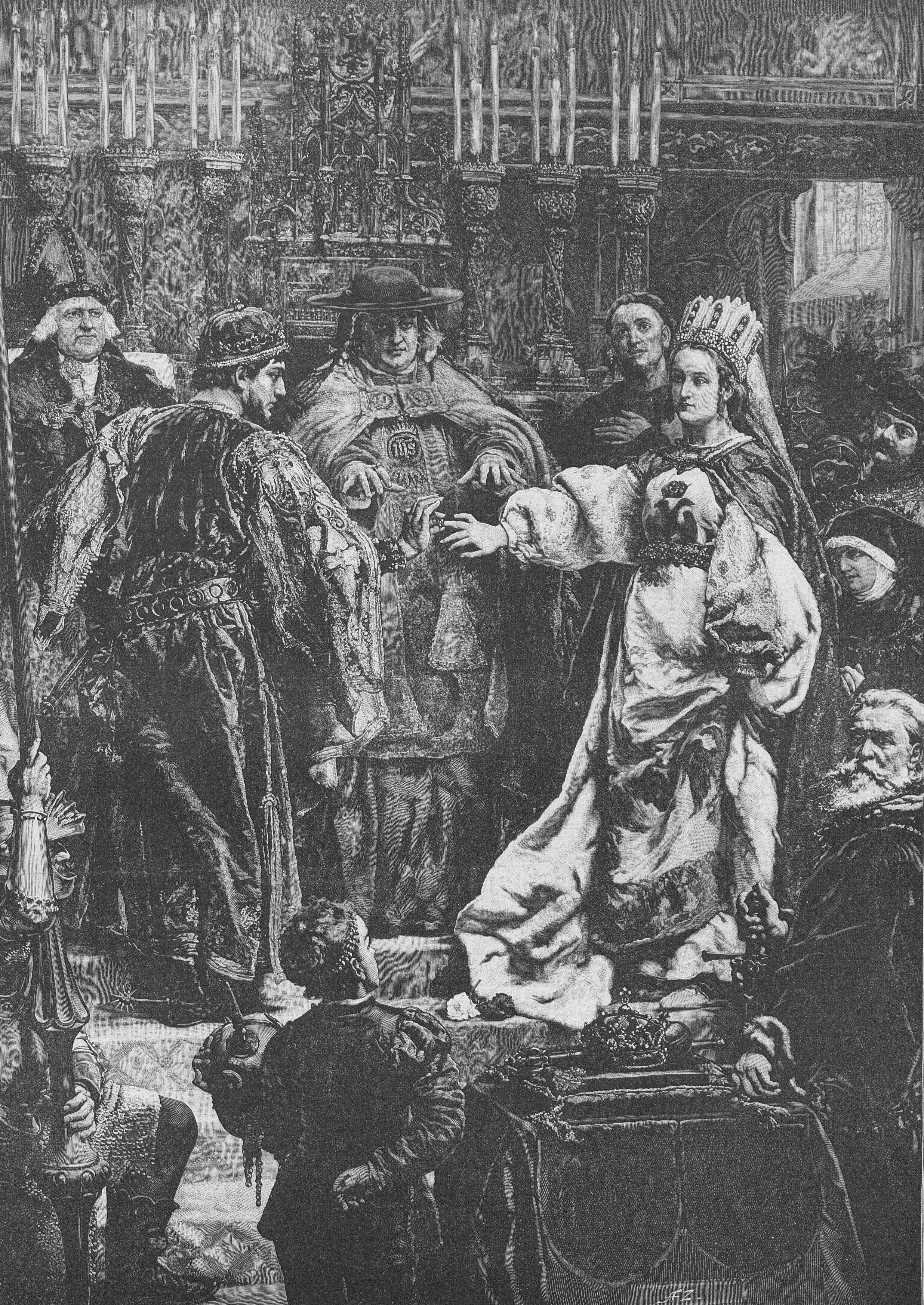
Dessin représentant le mariage de Casimir IV et d'Élisabeth d'Autriche, couple royal de Pologne et de Lituanie.

En août 1452, alors qu'ils se préparent à la Guerre de Treize Ans contre l'Ordre Teutonique, la noblesse polonaise envoie de nouveau un émissaire à Vienne pour négocier à nouveau un mariage entre Élisabeth et Casimir IV, devenu roi de Pologne. Ulrich de Cilley, désormais tuteur d'Élisabeth, accepte cette offre, et le mariage se déroule en août 1453 à Wrocław, devant des membres des noblesses polonaises et autrichiennes. Selon l'accord, la dot d'Élisabeth est de 100 000 pièces d'or hongroises. Cette dot est assurée par des terres en Autriche, en Hongrie et en Bohême. En retour, Casimir IV garantit à Élisabeth la somme mensuelle de 5 000 pièces d'or, provenant des mines de sel de Wieliczka et de Bochnia, ainsi que les villes de Koło, Opoczno et Przedecz. En retour, Élisabeth doit renoncer à ses droits sur les terres d'Autriche, sauf si son frère Ladislas Ier de Bohême meurt sans héritier mâle.
La dot d’Élisabeth n'ayant pas été payée immédiatement, cela lui donne un prétexte pour prétendre aux couronnes de Hongrie et de Bohême. La dot d'Élisabeth est finalement payée aux deux tiers par Frédéric III entre 1471 et 1472. Lorsque son frère devient Roi de Bohême, le reste de la dot est annulée.
Élisabeth arrive en Pologne en 1454, accompagnée d'une suite de 900 cavaliers. D'après les informations en sa possession, Casimir IV envisage d'annuler le mariage, car il considère Élisabeth comme peu attirante, mais se plie aux exigences de sa cour. Élisabeth arrive le 9 février 1454 à Cracovie, où elle est accueillie par Casimir IV en personne, accompagnée de sa mère Sophie de Holszany. Le lendemain, Élisabeth, âgée de 18 ans, épouse Casimir, lui âgé de 27 ans, devenant ainsi reine consort de Pologne et archiduchesse de Lituanie. Leurs 38 années de mariage sont heureuses et Élisabeth, malgré ses grossesses fréquentes, accompagne son mari lors de la plupart de ses visites, incluant plus de trente visites au Grand-duché de Lituanie. Les rares moments où ils sont séparés sont les moments où Casimir part en guerre. Leur premier fils, Vladislas Jagellon, est né le 4 mars 1456, deux ans après leur mariage. Elle donne ensuite naissance à sept enfants en dix ans. Élisabeth exige qu'ils reçoivent une éducation de qualité. Selon Martin Kromer, cette éducation est parfois dispensée par Élisabeth elle-même, ainsi que par le prêtre polonais Jan Długosz et l'humaniste italien Filippo Buonaccorsi, tous deux tuteurs des enfants d'Élisabeth.
Bien que ne jouant pas un rôle très actif dans la politique de son pays, la reine Élisabeth a néanmoins une grande influence sur son mari. Au lieu de cela, elle préfère arranger le mariage de ses filles. Son implication et son influence sont particulièrement remarquées lors du mariage de sa fille Edwige Jagellon à Georges de Bavière en décembre 1474. Lorsque les demandes d'Élisabeth dépassent le champ d'expertise des envoyés bavarois, plutôt que de laisser les émissaires repartir bredouille, Élisabeth prend la responsabilité et écrit une lettre au duc de Bavière, lui demandant de ne pas punir les envoyés. Curieusement, Élisabeth ne s'occupe d'aucun des mariages de ses fils. Casimir (mort à 26 ans) et Jean Ier Albert (mort à 41 ans) ne furent jamais mariés, et Sigismond Ier de Pologne se marie seulement à 47, après la mort d'Élisabeth. Seuls Alexandre Ier, vivant en Lituanie, et Vladislas II, vivant en Bohême, se sont mariés pendant qu'Élisabeth est encore en vie.

### Lutte pour la Hongrie et la Bohême

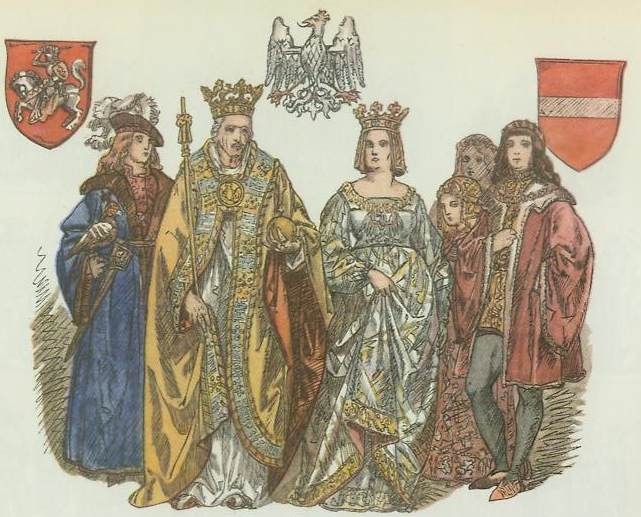
Cour du Roi de Pologne Casimir IV, représenté ici avec sa femme Élisabeth et leurs enfants.

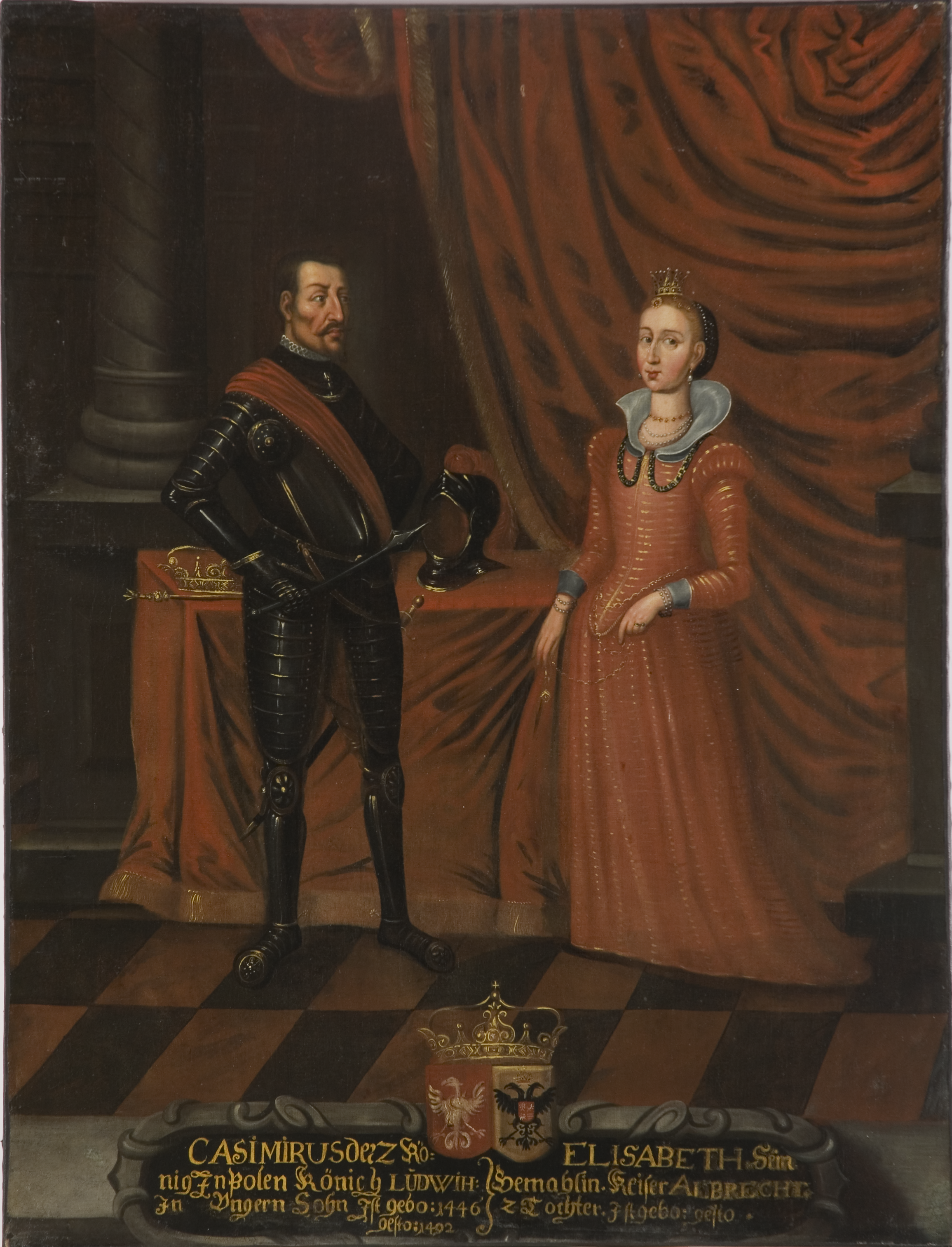
Peinture représentant Casimir IV et Élisabeth d'Autriche, couple royal de Pologne.

Après la mort en 1457 du frère d'Élisabeth Ladislas Ier de Bohême, étant donné que ce dernier n'a pas d'enfant, Élisabeth et sa famille cherchent à obtenir les trônes de Bohême et de Hongrie, sous prétexte que la dot d'Élisabeth n'est pas entièrement payée. Néanmoins, la Bulle d'or de 1356 ne reconnaissant pas les droits d'une femme sur les terres et les monarchies des royaumes de Bohême et de Hongrie étant électorale, et non héréditaire, les nobles de ces royaumes élisent donc Matthias Ier de Hongrie ainsi que Georges de Bohême. La Pologne étant engagée dans la Guerre de Treize Ans, Casimir ne peut pas appuyer les demandes d'Élisabeth. Cependant, en 1466, Rudolf de Rüdesheim, un évêque, informe Élisabeth que pour le pape Paul II, Georges est un hérétique, et donc qu'il considère Élisabeth comme la vraie souveraine de Bohême. Lorsque Matthias Ier de Hongrie demande la main d'Edwige Jagellon, la fille d'Élisabeth, cette dernière s'emporte et refuse immédiatement, traitant Matthias de « chien ».
En 1461, lorsque la mère de Casimir IV, Sophie de Holszany, meurt, il offre à sa femme la plupart des possessions de sa mère, incluant Korczyna, Wiślica, Żarnowiec, Radom, Jedlnia, Kozienice, Chęciny, Łęczyca, Kłodawa, Pyzdry, Konin et Inowrocław. En 1467, elle renonce à ses droits sur le Duché de Luxembourg, au profit de Charles le Téméraire.
La mort de Georges de Bohême en 1471 permet au fils d'Élisabeth Vladislas de devenir roi de Bohême sous le nom de Vladislas IV de Bohême, bien que certains catholiques de Bohême soutiennent Matthias. Ayant déjà assis l'un de ses fils sur le trône de Bohême, Casimir IV décide d'installer le futur Saint Casimir sur le trône de Hongrie, déclarant ainsi la guerre à la Hongrie. Néanmoins l'armée polonaise étant mal équipée et mal approvisionnée, cette campagne est de courte durée. La guerre de Bohême entre Matthias et Vladislas dure jusqu'en 1479, date où un traité de paix est signé à Olomouc, ce qui divise la Bohême en deux.
Après la mort de Matthias en 1490, Élisabeth et Casimir appuient la légitimité de leur fils Jean Ier Albert Jagellon au trône de Hongrie. Alors que la noblesse hongroise préfère Vladislas, Elisabeth tente de le convaincre d'abandonner le trône, en raison de sa prétendue inefficacité, au profit de son frère, qu’elle affectionne plus, mais sans succès. Cela déclenche une guerre fratricide pour la couronne de Hongrie entre 1490 et 1492. Jean Albert perd cette guerre en janvier 1492 et retourne en Pologne, pendant que Vladislas fut couronné roi de Hongrie. Les royaumes de Hongrie et de Bohême sont alors dirigés alors par Vladislas et son fils Louis II de Hongrie jusqu'en 1526.

### Reine mère et fin de vie

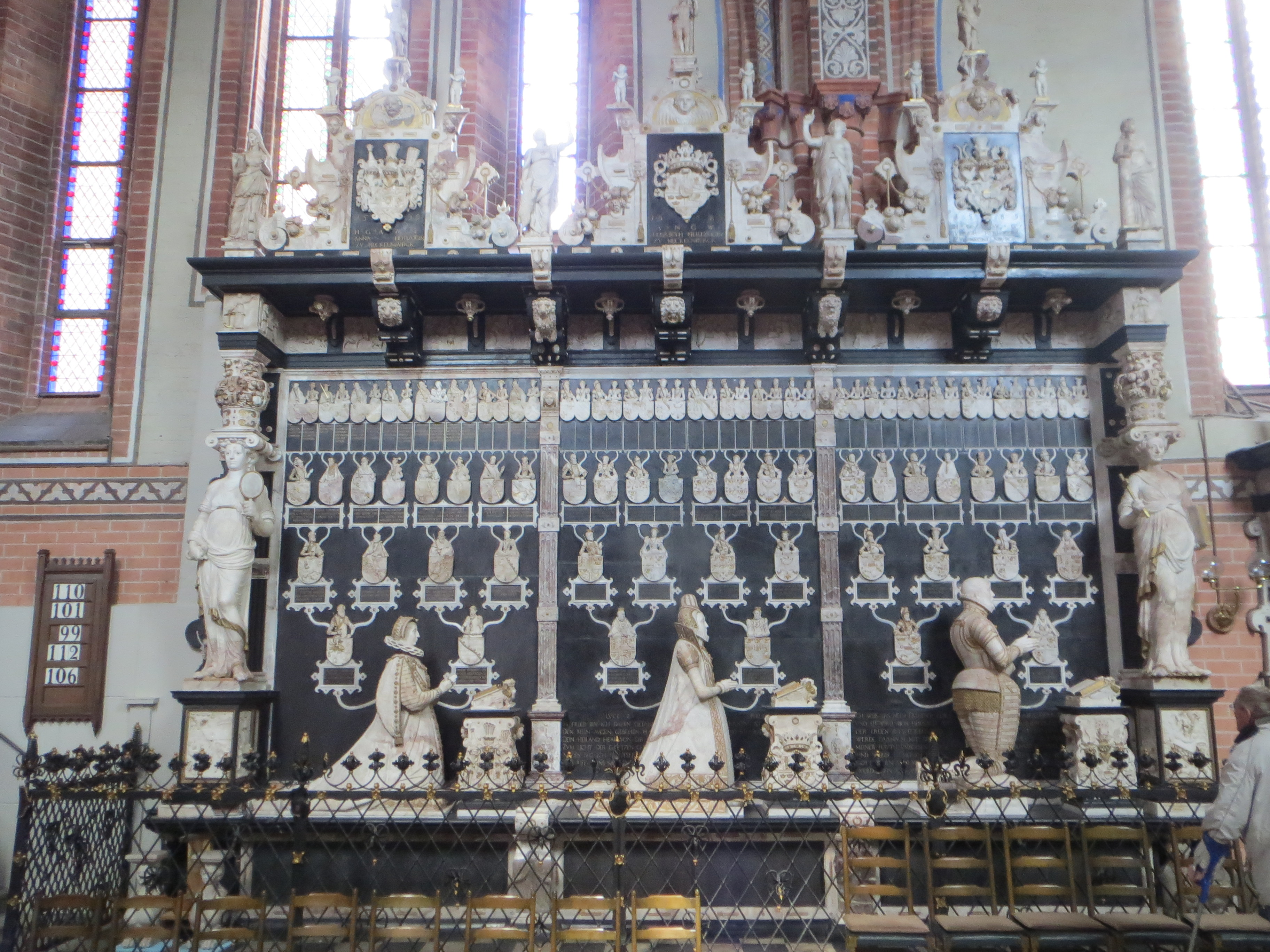
Tombeau de la famille royale de Pologne situé à la cathédrale du Wawel où sont enterrés Casimir IV et Élisabeth, ainsi que deux de leurs filles.

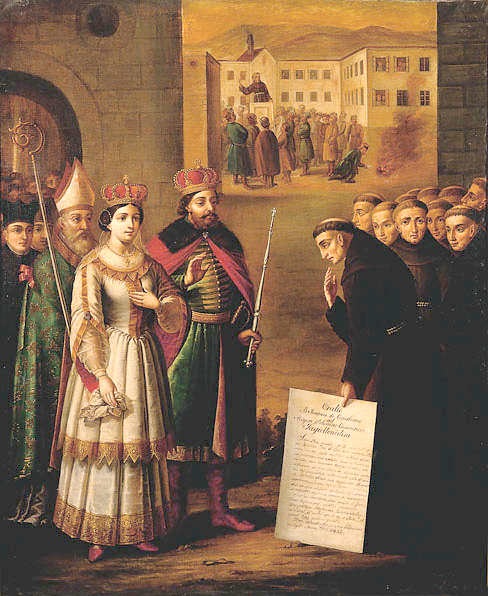
Élisabeth et son mari Casimir IV, rencontrant Jean de Capistran.

Casimir IV meurt le 7 juin 1492. Les historiens de l'art pensent qu'Élisabeth engagea Veit Stoss afin de sculpter la tombe de son mari ainsi que son gisant. Son fils Alexandre Ier devient ainsi le Grand-duc de Lituanie à partir de 1492. Élisabeth prend alors des mesures drastiques afin d'asseoir son fils Jean Albert sur le trône de Pologne, écrivant des lettres à Johann von Tiefen, général de l'Ordre Teutonique, pendant que ses autres fils militent en sa faveur. De façon plus radicale encore, elle emprunte 5 675 florins à la famille de banquiers Fischel afin d'engager un groupe de soldats hongrois qui, menés par son fils Fryderyk, marchent vers Piotrków Trybunalski, où la noblesse polonaise élit alors Jean Albert comme nouveau roi le 27 août. L'union de Pologne-Lituanie est alors interrompue durant quelques années.
Élisabeth, désormais veuve, passe la plupart de son temps à Cracovie, entourée de ses filles Barbara et Élisabeth. Elle ne s’intéresse dorénavant quasiment plus à la politique et aux affaires du pays, à la seule exception du soutien qu'elle apporte à Frédéric de Saxe pour le titre de Grand Maître de l'ordre teutonique. Néanmoins, elle continue toujours à occuper un rôle important dans les affaires familiales, comme en début d'année 1495, où elle voyage à Vilnius pour assister au mariage de son fils Alexandre à Hélène de Moscou. Élisabeth tente alors de convertir Hélène au catholicisme et de donner une bonne impression de son fils Sigismond. Échouant dans ses deux tâches, Élisabeth laisse ainsi la Lituanie en colère contre elle, ce qui explique peut-être sa passivité et son manque d'implication dans la succession au trône de Pologne en 1501, après la mort prématurée de son fils Jean Albert.
En 1496, Élisabeth organise les noces de sa fille Barbara Jagellon à Georges de Saxe. Elle reste ainsi seule à Cracovie, avec pour seule compagnie sa dernière fille, nommée Élisabeth elle aussi. Élisabeth est soupçonnée d'avoir aidé son fils Sigismond Ier de Pologne à obtenir le duché de Głogów de la part de son frère Vladislas IV en 1499. En 1503, elle fonde au sein de la Cathédrale du Wawel une chapelle pour y faire reposer la tombe de son fils Jean Albert, dont le gisant est sculpté par Francesco Fiorentino. Elle envoie également une gouvernante polonaise à la cour de son fils Vladislas IV, lorsque ce dernier attend son premier enfant Anne. Élisabeth se montre très protectrice à l'égard de sa dernière fille, refusant que cette dernière épouse Bogdan III le Borgne, voïvode de Moldavie, et lui offre des terres et des richesses afin que la princesse Élisabeth puisse être indépendante financièrement.
En 1505, Élisabeth est atteinte d'une maladie inconnue. Elle meurt le 30 août 1505 et est enterrée le 21 septembre dans la cathédrale du Wawel à côté de son mari et de deux de ses filles.

## Descendance
Quatre des enfants d'Élisabeth deviennent rois et six de ses filles deviennent duchesses, d'où son surnom de « mère des Jagellons » ou « mère des rois ».
Elle a en tout treize enfants :
- Vladislas IV de Bohême (Wladyslaw, Vladislav, Ulaszlo) (1456-1516), roi de Bohême (1471-1516) et roi de Hongrie (1490-1516) : souche de la plupart des rois de Hongrie et de Bohême jusqu'en 1918 ;
- Edwige (1457-1502), épouse du duc Georges de Bavière ;
- Saint Casimir de Pologne (Kazimierz) (1458-1484), prince de Pologne ;
- Jean Ier Albert Jagellon (Jan Olbracht, Jan Wojciech) (1459-1501), roi de Pologne (1492-1501)
- Alexandre Ier Jagellon (1461-1506), grand-duc de Lituanie et roi de Pologne ;
- Sophie (1464-1512), épouse de Frédéric II de Brandebourg-Ansbach, margrave de Brandebourg-Ansbach et de Brandebourg-Kulmbach ;
- Élisabeth (Elżbieta) (1465-1466) ;
- Sigismond Ier de Pologne (Zygmunt) (1467-1548) : souche de la plupart des rois de Pologne jusqu'en 1668 ;
- Frédéric (Fryderyk) (1468-1503), Archevêque de Gniezno ;
- Élisabeth (Elżbieta II) (1472-1480) ;
- Anne (1476-1503), épouse du duc Bogusław X de Poméranie ;
- Barbara (1478-1534), épouse du duc Georges de Saxe ;
- Élisabeth (Elżbieta III) (1482-1517), fiancée en 1506 à Bogdan III l'Aveugle puis épouse de Frédéric II de Legnica.

## Galerie

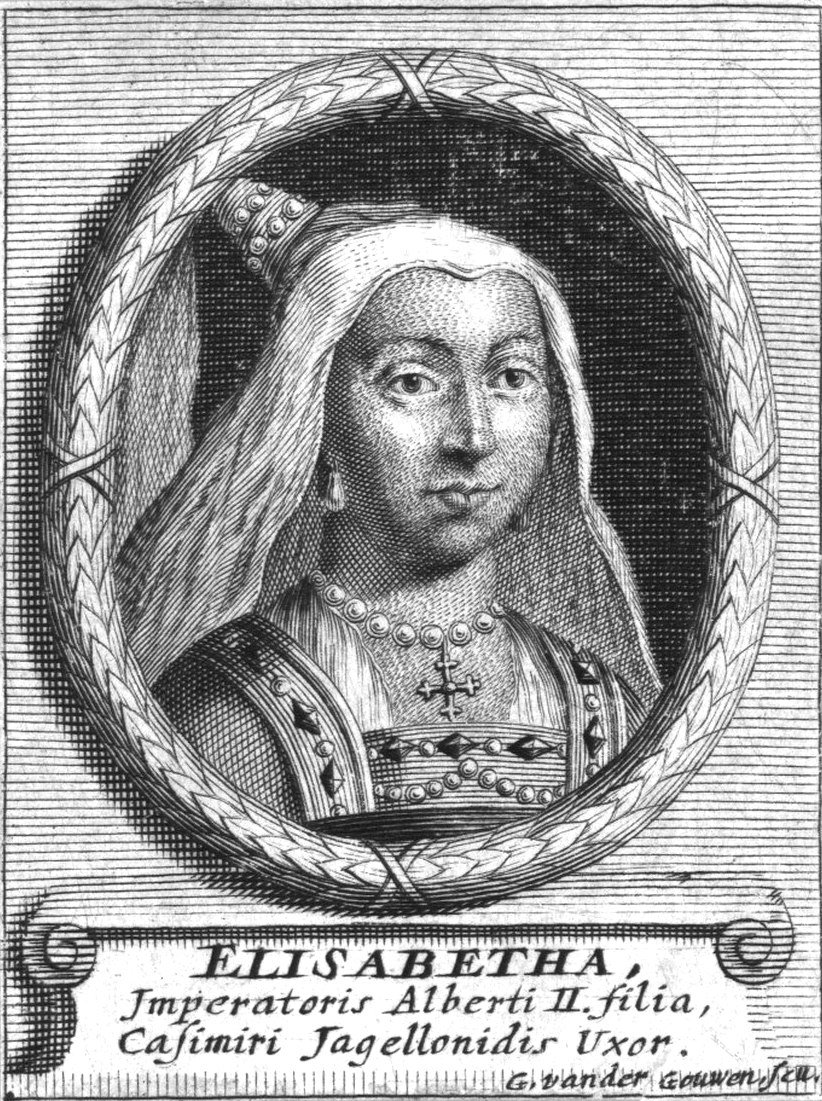
Dessin représentant Élisabeth, fille d'Albert II et femme de Casimir IV Jagellon.
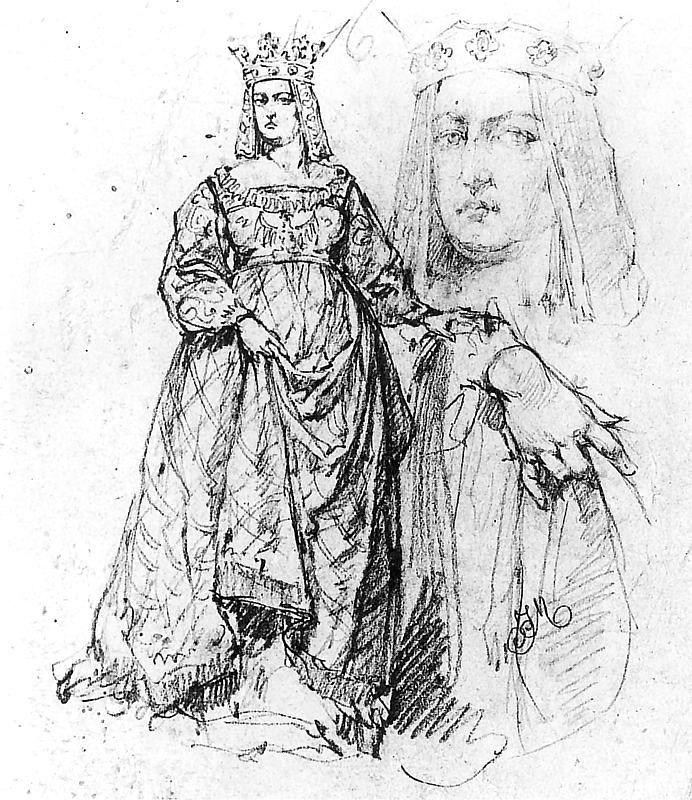
Dessin représentant Élisabeth, reine de Pologne, dans ses dernières années.
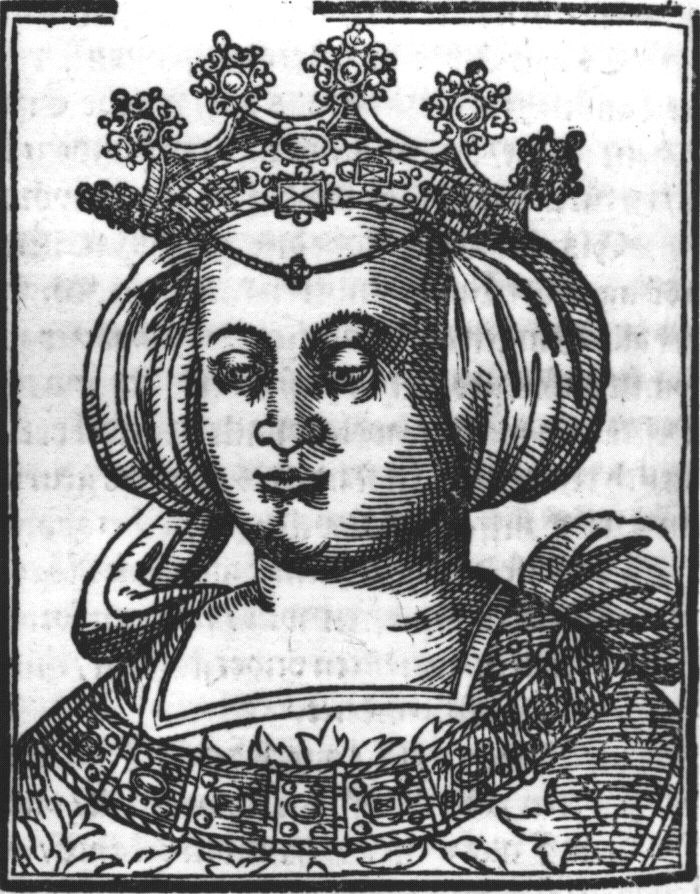
Gravure représentant Élisabeth, d'après une peinture de 1477.
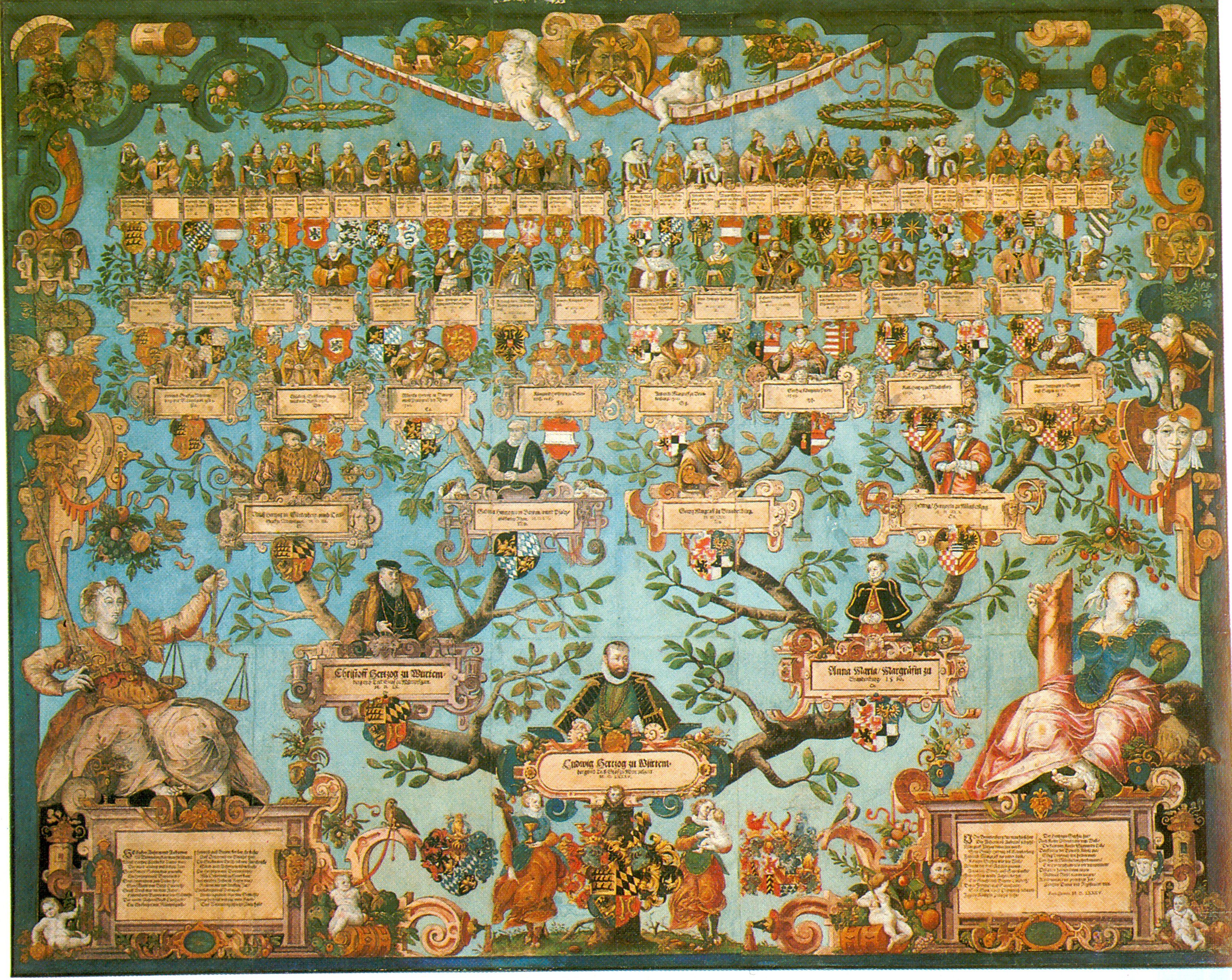
Arbre généalogique de Louis VI de Wurtemberg, arrière-arrière-petit-fils d'Élisabeth et Casimir IV, que l'on distingue en douzième et treizième position de la cinquième branche de cet arbre. On aperçoit ainsi l'une des nombreuses descendances de l'archiduchesse de Lituanie.